# Wahlamia illuminata
Wahlamia illuminata är en stekelart som beskrevs av Ugalde och Ian D. Gauld 2002. Wahlamia illuminata ingår i släktet Wahlamia och familjen brokparasitsteklar. Inga underarter finns listade i Catalogue of Life.